# FA Cup 1959-1960
La FA Cup 1959-1960 fu la settantanovesima edizione del più antico trofeo calcistico del mondo (la FA Cup, alzò la coppa il Wolverhampton Wanderers, che vinse il trofeo per la quarta volta nella sua storia, battendo in finale per 3-0 il Blackburn Rovers nella finale disputata a Wembley.
Se in una partita della competizione il risultato era in parità alla fine del tempo regolamentare, si sarebbe giocato una seconda partita nello stadio della squadra sorteggiata per seconda. Se anche nel replay il risultato si fosse trovato nuovamente in parità dopo i 90 minuti regolamentari, si sarebbe giocato un tempo supplementare di 30 minuti per determinare la vincitrice; nel caso di un ulteriore pareggio si sarebbe disputato un ulteriore replay.

## Calendario
| Round                           | Data                     |
| ------------------------------- | ------------------------ |
| Turno preliminare               | Sabato 5 settembre 1959  |
| Primo turno di qualificazione   | Sabato 19 settembre 1959 |
| Secondo turno di qualificazione | Sabato 3 ottobre 1959    |
| Terzo turno di qualificazione   | Sabato 17 ottobre 1959   |
| Quarto turno di qualificazione  | Sabato 31 ottobre 1959   |
| Primo turno                     | Sabato 14 novembre 1959  |
| Secondo turno                   | Sabato 5 dicembre 1959   |
| Terzo turno                     | Sabato 9 gennaio 1960    |
| Quarto turno                    | Sabato 30 gennaio 1960   |
| Quinto turno                    | Sabato 20 febbraio 1960  |
| Sesto turno                     | Sabato 12 marzo 1960     |
| Semifinali                      | Sabato 26 marzo 1960     |
| Finale                          | Sabato 7 maggio 1960     |

## Primo Turno
In questo turno della competizione le squadre provenienti dalla Thurd Division e Fourth Divisions si uniscono alle squadre dilettantistiche che sono riuscite a vincere i turni di qualificazione.
Le partite vennero giocate sabato 14 novembre 1959; dieci di esse finirono con un pareggio e, seguendo il regolamento, vennero ripetute il 17-19 novembre.
| N. partita | Squadra casa         | Punteggio | Squadra trasferta    | Data   |
| ---------- | -------------------- | --------- | -------------------- | ------ |
| 1          | Enfield              | 4-3       | Headington United    |        |
| 2          | Darlington           | 4-0       | Prescot Cables       |        |
| 3          | Hastings United      | 1-2       | Notts County         |        |
| 4          | Bath City            | 3-1       | Millwall             |        |
| 5          | Bury                 | 5-0       | Hartlepools United   |        |
| 6          | Dorchester Town      | 1-2       | Port Vale            |        |
| 7          | Rochdale             | 2-2       | Carlisle United      |        |
| Replay     | Carlisle United      | 1-3       | Rochdale             |        |
| 8          | Swindon Town         | 2-3       | Walsall              |        |
| 9          | Doncaster Rovers     | 3-3       | Gainsborough Trinity |        |
| Replay     | Gainsborough Trinity | 0-1       | Doncaster Rovers     |        |
| 10         | Wrexham              | 2-1       | Blyth Spartans       |        |
| 11         | Tranmere Rovers      | 0-1       | Chester              |        |
| 12         | Wycombe Wanderers    | 4-2       | Wisbech Town         |        |
| 13         | Accrington Stanley   | 1-2       | Mansfield Town       |        |
| 14         | Barnsley             | 3-3       | Bradford City        |        |
| Replay     | Bradford City        | 2-1       | Barnsley             |        |
| 15         | Brentford            | 5-0       | Ashford Town         |        |
| 16         | Crook Town           | 2-2       | Matlock Town         |        |
| Replay     | Matlock Town         | 0-1       | Crook Town           |        |
| 17         | Coventry City        | 1-1       | Southampton          |        |
| Replay     | Southampton          | 5-1       | Coventry City        |        |
| 18         | King's Lynn          | 3-1       | Aldershot            |        |
| 19         | Rhyl                 | 1-2       | Grimsby Town         |        |
| 20         | Norwich City         | 1-1       | Reading              |        |
| Replay     | Reading              | 2-1       | Norwich City         |        |
| 21         | Shildon              | 1-1       | Oldham Athletic      |        |
| Replay     | Oldham Athletic      | 3-0       | Shildon              |        |
| 22         | West Auckland Town   | 2-6       | Stockport County     |        |
| 23         | Crystal Palace       | 5-1       | Chelmsford City      |        |
| 24         | Southend United      | 6-0       | Oswestry Town        |        |
| 25         | Bradford Park Avenue | 6-1       | Scarborough          |        |
| 26         | Exeter City          | 4-0       | Barnstaple Town      |        |
| 27         | Bedford Town         | 0-4       | Gillingham           |        |
| 28         | Newport County       | 4-2       | Hereford United      | 10,391 |
| 29         | Cheltenham Town      | 0-0       | Watford              |        |
| Replay     | Watford              | 3-0       | Cheltenham Town      |        |
| 30         | Southport            | 2-2       | Workington           |        |
| Replay     | Workington           | 3-0       | Southport            |        |
| 31         | Torquay United       | 7-1       | Northampton Town     |        |
| 32         | Walthamstow Avenue   | 2-3       | Bournemouth          |        |
| 33         | York City            | 3-1       | Barrow               |        |
| 34         | Kettering Town       | 1-1       | Margate              |        |
| Replay     | Margate              | 3-2       | Kettering Town       |        |
| 35         | Gateshead            | 3-4       | Halifax Town         |        |
| 36         | Peterborough United  | 4-3       | Shrewsbury Town      |        |
| 37         | South Shields        | 2-1       | Chesterfield         |        |
| 38         | Colchester United    | 2-3       | Queens Park Rangers  |        |
| 39         | Salisbury            | 1-0       | Barnet               |        |
| 40         | Burscough            | 1-3       | Crewe Alexandra      |        |

## Secondo Turno
Le partite vennero giocate sabato 5 dicembre 1959, tre di queste partite vennero giocate in altri giorni per via di altre cause. Cinque partite terminarono con un pareggio e dovettero essere rigiocate durante la settimana successiva.
| N. partita | Squadra casa        | Punteggio | Squadra trasferta    | Data            |
| ---------- | ------------------- | --------- | -------------------- | --------------- |
| 1          | Enfield             | 1-5       | Bournemouth          | 5 dicembre 1959 |
| 2          | Bury                | 2-1       | Oldham Athletic      | 5 dicembre 1959 |
| 3          | Rochdale            | 1-1       | Bradford City        | 5 dicembre 1959 |
| Replay     | Bradford City       | 2-1       | Rochdale             | 9 dicembre 1959 |
| 4          | Southampton         | 3-0       | Southend United      | 5 dicembre 1959 |
| 5          | Watford             | 5-1       | Wycombe Wanderers    | 5 dicembre 1959 |
| 6          | Reading             | 4-2       | King's Lynn          | 5 dicembre 1959 |
| 7          | Walsall             | 2-3       | Peterborough United  | 5 dicembre 1959 |
| 8          | Gillingham          | 2-2       | Torquay United       | 5 dicembre 1959 |
| Replay     | Torquay United      | 1-2       | Gillingham           | 9 dicembre 1959 |
| 9          | Notts County        | 0-1       | Bath City            | 5 dicembre 1959 |
| 10         | Grimsby Town        | 2-3       | Wrexham              | 5 dicembre 1959 |
| 11         | Doncaster Rovers    | 3-2       | Darlington           | 5 dicembre 1959 |
| 12         | Stockport County    | 0-0       | Crewe Alexandra      | 5 dicembre 1959 |
| Replay     | Crewe Alexandra     | 2-0       | Stockport County     | 9 dicembre 1959 |
| 13         | Queens Park Rangers | 3-3       | Port Vale            | 5 dicembre 1959 |
| Replay     | Port Vale           | 2-1       | Queens Park Rangers  | 7 dicembre 1959 |
| 14         | Crook Town          | 0-1       | York City            | 5 dicembre 1959 |
| 15         | Exeter City         | 3-1       | Brentford            | 5 dicembre 1959 |
| 16         | Mansfield Town      | 2-0       | Chester              | 5 dicembre 1959 |
| 17         | Margate             | 0-0       | Crystal Palace       | 5 dicembre 1959 |
| Replay     | Crystal Palace      | 3-0       | Margate              | 9 dicembre 1959 |
| 18         | Workington          | 1-0       | Halifax Town         | 5 dicembre 1959 |
| 19         | South Shields       | 1-5       | Bradford Park Avenue | 5 dicembre 1959 |
| 20         | Salisbury           | 0-1       | Newport County       | 5 dicembre 1959 |

## Terzo Turno
Durante questo turno si unirono alle squadre provenienti dai turni inferiori le 44 società della First Division e della Second Division. Le partite vennero disputate sabato 9 gennaio 1960. Otto di queste partite finirono in parità e si dovettero rigiocare, la gara tra Rotherham United e Arsenal richiese un secondo replay.
| N. partita | Squadra casa            | Punteggio | Squadra trasferta       | Data            |
| ---------- | ----------------------- | --------- | ----------------------- | --------------- |
| 1          | Blackpool               | 3-0       | Mansfield Town          | 9 gennaio 1960  |
| 2          | Bournemouth             | 1-0       | York City               | 9 gennaio 1960  |
| 3          | Bath City               | 0-1       | Brighton & Hove Albion  | 9 gennaio 1960  |
| 4          | Bristol City            | 2-3       | Charlton Athletic       | 9 gennaio 1960  |
| 5          | Bury                    | 1-1       | Bolton Wanderers        | 9 gennaio 1960  |
| Replay     | Bolton Wanderers        | 4-2       | Bury                    | 13 gennaio 1960 |
| 6          | Liverpool               | 2-1       | Leyton Orient           | 9 gennaio 1960  |
| 7          | Watford                 | 2-1       | Birmingham City         | 9 gennaio 1960  |
| 8          | Gillingham              | 1-4       | Swansea Town            | 9 gennaio 1960  |
| 9          | Nottingham Forest       | 1-0       | Reading                 | 9 gennaio 1960  |
| 10         | Aston Villa             | 2-1       | Leeds United            | 9 gennaio 1960  |
| 11         | Sheffield Wednesday     | 2-1       | Middlesbrough           | 9 gennaio 1960  |
| 12         | Crewe Alexandra         | 2-0       | Workington              | 9 gennaio 1960  |
| 13         | West Bromwich Albion    | 3-2       | Plymouth Argyle         | 9 gennaio 1960  |
| 14         | Sunderland              | 1-1       | Blackburn               | 9 gennaio 1960  |
| Replay     | Blackburn               | 4-1       | Sunderland              | 13 gennaio 1960 |
| 15         | Derby County            | 2-4       | Manchester United       | 9 gennaio 1960  |
| 16         | Lincoln City            | 1-1       | Burnley                 | 9 gennaio 1960  |
| Replay     | Burnley                 | 2-0       | Lincoln City            | 12 gennaio 1960 |
| 17         | Wrexham                 | 1-2       | Leicester City          | 9 gennaio 1960  |
| 18         | Sheffield United        | 3-0       | Portsmouth              | 9 gennaio 1960  |
| 19         | Ipswich Town            | 2-3       | Peterborough United     | 9 gennaio 1960  |
| 20         | Newcastle United        | 2-2       | Wolverhampton Wanderers | 9 gennaio 1960  |
| Replay     | Wolverhampton Wanderers | 4-2       | Newcastle United        | 13 gennaio 1960 |
| 21         | Manchester City         | 1-5       | Southampton             | 9 gennaio 1960  |
| 22         | Fulham                  | 5-0       | Hull City               | 9 gennaio 1960  |
| 23         | Bristol Rovers          | 0-0       | Doncaster Rovers        | 9 gennaio 1960  |
| Replay     | Doncaster Rovers        | 1-2       | Bristol Rovers          | 12 gennaio 1960 |
| 24         | Bradford City           | 3-0       | Everton                 | 9 gennaio 1960  |
| 25         | Chelsea                 | 5-1       | Bradford Park Avenue    | 9 gennaio 1960  |
| 26         | Exeter City             | 1-2       | Luton Town              | 9 gennaio 1960  |
| 27         | Scunthorpe United       | 1-0       | Crystal Palace          | 9 gennaio 1960  |
| 28         | Huddersfield Town       | 1-1       | West Ham United         | 9 gennaio 1960  |
| Replay     | West Ham United         | 1-5       | Huddersfield Town       | 13 gennaio 1960 |
| 29         | Cardiff City            | 0-2       | Port Vale               | 9 gennaio 1960  |
| 30         | Newport County          | 0-4       | Tottenham Hotspur       | 9 gennaio 1960  |
| 31         | Stoke City              | 1-1       | Preston North End       | 9 gennaio 1960  |
| Replay     | Preston North End       | 3-1       | Stoke City              | 12 gennaio 1960 |
| 32         | Rotherham United        | 2-2       | Arsenal                 | 9 gennaio 1960  |
| Replay     | Arsenal                 | 1-1       | Rotherham United        | 13 gennaio 1960 |
| Replay     | Rotherham United        | 2-0       | Arsenal                 | 18 gennaio 1960 |

## Quarto Turno
Le partite vennero giocate sabato 30 gennaio 1960. Sei di queste terminarono in parità e si dovettero rigiocare attraverso i replays, che furono tutte giocate durante la settimana successivAssociation Per la seconda volta di seguito il Rotherham United venne costretto a giocare un secondo replay, questa volta per merito del Brighton & Hove Albion
| N. partita | Squadra casa            | Punteggio | Squadra trasferta      | Data            |
| ---------- | ----------------------- | --------- | ---------------------- | --------------- |
| 1          | Liverpool               | 1-3       | Manchester United      | 30 gennaio 1960 |
| 2          | Southampton             | 2-2       | Watford                | 30 gennaio 1960 |
| Replay     | Watford                 | 1-0       | Southampton            | 2 febbraio 1960 |
| 3          | Leicester City          | 2-1       | Fulham                 | 30 gennaio 1960 |
| 4          | Blackburn               | 1-1       | Blackpool              | 30 gennaio 1960 |
| Replay     | Blackpool               | 0-3       | Blackburn              | 3 febbraio 1960 |
| 5          | Sheffield Wednesday     | 2-0       | Peterborough United    | 30 gennaio 1960 |
| 6          | Wolverhampton Wanderers | 2-1       | Charlton Athletic      | 30 gennaio 1960 |
| 7          | Crewe Alexandra         | 2-2       | Tottenham Hotspur      | 30 gennaio 1960 |
| Replay     | Tottenham Hotspur       | 13-2      | Crewe Alexandra        | 3 febbraio 1960 |
| 8          | West Bromwich Albion    | 2-0       | Bolton Wanderers       | 30 gennaio 1960 |
| 9          | Sheffield United        | 3-0       | Nottingham Forest      | 30 gennaio 1960 |
| 10         | Bristol Rovers          | 3-3       | Preston North End      | 30 gennaio 1960 |
| Replay     | Preston North End       | 5-1       | Bristol Rovers         | 2 febbraio 1960 |
| 11         | Bradford City           | 3-1       | Bournemouth            | 30 gennaio 1960 |
| 12         | Chelsea                 | 1-2       | Aston Villa            | 30 gennaio 1960 |
| 13         | Scunthorpe United       | 0-1       | Port Vale              | 30 gennaio 1960 |
| 14         | Huddersfield Town       | 0-1       | Luton Town             | 30 gennaio 1960 |
| 15         | Swansea Town            | 0-0       | Burnley                | 30 gennaio 1960 |
| Replay     | Burnley                 | 2-1       | Swansea Town           | 2 febbraio 1960 |
| 16         | Rotherham United        | 1-1       | Brighton & Hove Albion | 30 gennaio 1960 |
| Replay     | Brighton & Hove Albion  | 1-1       | Rotherham United       | 3 febbraio 1960 |
| Replay     | Rotherham United        | 0-6       | Brighton & Hove Albion | 8 febbraio 1960 |

## Quinto Turno
Le partite vennero giocate sabato 20 febbraio 1960, una di queste partite terminò con il risultato di pareggio e venne giocato il replay nella settimana successiva.
| N. partita | Squadra casa      | Punteggio | Squadra trasferta       | Data             |
| ---------- | ----------------- | --------- | ----------------------- | ---------------- |
| 1          | Preston North End | 2-1       | Brighton & Hove Albion  | 20 febbraio 1960 |
| 2          | Leicester City    | 2-1       | West Bromwich Albion    | 20 febbraio 1960 |
| 3          | Luton Town        | 1-4       | Wolverhampton Wanderers | 20 febbraio 1960 |
| 4          | Sheffield United  | 3-2       | Watford                 | 20 febbraio 1960 |
| 5          | Tottenham Hotspur | 1-3       | Blackburn               | 20 febbraio 1960 |
| 6          | Manchester United | 0-1       | Sheffield Wednesday     | 20 febbraio 1960 |
| 7          | Bradford City     | 2-2       | Burnley                 | 20 febbraio 1960 |
| Replay     | Burnley           | 5-0       | Bradford City           | 23 febbraio 1960 |
| 8          | Port Vale         | 1-2       | Aston Villa             | 20 febbraio 1960 |

## Sesto Turno
| Burnley 12 marzo 1960, ore 15:00 | Burnley                | 3 – 3 | Blackburn Rovers | Turf Moor (51501 spett.)\| Arbitro: \| J.W. Hunt (Portsmouth) \| |
| Arbitro:                         | J.W. Hunt (Portsmouth) |       |                  |                                                                  |

Replay
| Blackburn 16 marzo 1960, ore 19:30 | Blackburn Rovers       | 2 – 0 (d.t.s.) | Burnley | Ewood Park\| Arbitro: \| J.W. Hunt (Portsmouth) \| |
| Arbitro:                           | J.W. Hunt (Portsmouth) |                |         |                                                    |

| Leicester 12 marzo 1960, ore 15:00 | Leicester City           | 1 – 2 | Wolverhampton Wanderers | Filbert Street (48907 spett.)\| Arbitro: \| J.S. Pickles (Stockport) \| |
| Arbitro:                           | J.S. Pickles (Stockport) |       |                         |                                                                         |

| Birmingham 12 marzo 1960, ore 15:00 | Aston Villa                | 2 – 0 | Preston North End | Villa Park (69732 spett.)\| Arbitro: \| K. Howmley (Middlesbrough) \| |
| Arbitro:                            | K. Howmley (Middlesbrough) |       |                   |                                                                       |

| Sheffield 12 marzo 1960, ore 15:00 | Sheffield United   | 0 – 2 | Sheffield Wednesday | Bramall Lane (61180 spett.)\| Arbitro: \| J. Kelly (Chorley) \| |
| Arbitro:                           | J. Kelly (Chorley) |       |                     |                                                                 |

## Semifinali
I sorteggi per le semifinali della FA Cup 1959-1960 vennero effettuati lunedì 14 marzo 1960, entrambe le partite vennero disputate sabato 26 marzo 1960.
| Arbitro: | A. Jobling (Lancashire) |

|  |           |        |
|  | Marcatori | Deeley |

| Arbitro: | J.G. Williams (Nottingham) |

|         |           |        |
| Fantham | Marcatori | Dougan |

## Finale
| Arbitro: | Kevin Howley |

|  |           |                                    |
|  | Marcatori | 41’ (a.g.) McGrath 67’, 88’ Deeley |